# 38ª Brigata artiglieria "Roman Šuchevyč"
La 38ª Brigata autonoma artiglieria "Roman Šuchevyč" (in ucraino 38-ма окрема артилерійська бригада імені Романа Шухевича?, 38-ma okrema artylerijs'ka bryhada imeni Romana Šuchevyča) è stata un'unità di artiglieria direttamente subordinata al comando delle Forze terrestri ucraine, con base a Popil'nja nell'oblast' di Žytomyr, attiva per un breve periodo nel 2018 e sciolta definitivamente nel 2023.

## Storia
La brigata è stata costituita nel febbraio 2018 nell'oblast' di Žytomyr con il sostegno di specialisti e truppe esperte provenienti dalla 26ª Brigata artiglieria. Per circa due mesi il personale ha quindi svolto esercitazioni di combattimento congiunte. Tuttavia negli anni successivi non si sono più avuto notizie della brigata, la quale era stata probabilmente smobilitata ed esistente solo sulla carta. All'inizio del 2023, durante l'invasione russa dell'Ucraina, l'unità è stata temporaneamente riattivata, ma a causa dell'elevato numero di brigate meccanizzate formate dall'esercito ucraino in questo periodo il personale della 38ª Brigata artiglieria è stato trasferito ai reparti di artiglieria di queste unità di nuova costituzione. La brigata è stata quindi definitivamente sciolta nel corso del 2023.

## Struttura
- Comando di brigata[5]
- 1º Battaglione artiglieria (2A65 Msta-B)
- 2º Battaglione artiglieria (2A65 Msta-B)
- 3º Battaglione artiglieria (2A36 Giatsint-B)
- Battaglione artiglieria anticarro (MT-12 Rapira)
- Battaglione acquisizione obiettivi
- Compagnia genio
- Compagnia manutenzione
- Compagnia logistica
- Compagnia comunicazioni
- Compagnia radar
- Compagnia difesa NBC
- Compagnia medica